# André Hardy fait sa cour
Série Andy Hardy
 La vie commence pour André Hardy (1941) La Double Vie d'André Hardy (1942)
Pour plus de détails, voir Fiche technique et Distribution.
André Hardy fait sa cour (The Courtship of Andy Hardy) est un film américain en noir et blanc réalisé par George B. Seitz, sorti en 1942.
Il s’agit du douzième des seize volets que compte la série de films mettant en scène le personnage d'Andy Hardy, interprété par Mickey Rooney depuis 1937.

## Synopsis
Le juge Hardy s'occupe de l'affaire de divorce d'un couple, tandis qu'Andy sort avec la fille du couple. La sœur d'Andy endure une relation tumultueuse avec un alcoolique autodestructeur. Pendant ce temps, leur mère sème la ruine financière de la famille après avoir été victime d'un jeu de confiance par correspondance. Le juge Hardy va rétablir l'ordre.

## Fiche technique
- Titre en français : André Hardy fait sa cour
- Titre original : The Courtship of Andy Hardy
- Réalisation : George B. Seitz
- Scénario : Aurania Rouverol, Agnes Christine Johnston
- Producteur : Carey Wilson
- Société de production : Lou L. Ostrow
- Société de Distribution : Metro-Goldwyn-Mayer
- Photographie : Lester White
- Musique : David Snell
- Montage : Elmo Veron
- Format : noir et blanc - 1,37:1 - son : Mono (Western Electric Sound System)
- Genre : Comédie familiale
- Durée : 95 minutes
- Dates de sortie : 
  - États-Unis : mars 1942
  - France : 30 novembre 1945

## Distribution
- Lewis Stone : le juge James K. Hardy
- Mickey Rooney : André Hardy (Andy Hardy en VO)
- Cecilia Parker : Marian Hardy
- Fay Holden : Mme Emily Hardy
- Ann Rutherford : Polly Benedict
- Sara Haden : tante Mildred 'Millie' Forrest
- Donna Reed : Melodie Eunice Nesbit
- William Lundigan : Jefferson 'Jeff' Willis
- Frieda Inescort : Olivia Nesbit
- Harvey Stevens : Roderick O. Nesbit
- Joseph Crehan : Peter Dugan
- George P. Breakston : Beezy (crédité George Breakston)
- Todd Karns : Harry Land

## Source
- André Hardy fait sa cour sur EncycloCiné